# Cuatro Caminos metróállomás
Cuatro Caminos metróállomás Spanyolország fővárosában, Madridban a madridi metró 1-es vonalán.

## Metróvonalak
Az állomást az alábbi metróvonalak érintik:
- 1-es metróvonal
- 2-es metróvonal
- 6-os metróvonal

## Kapcsolódó állomások
A metróállomáshoz az alábbi állomások vannak a legközelebb:
- Alvarado (Pinar de Chamartín, 1-es metróvonal)
- Canal (Las Rosas, 2-es metróvonal)
- Guzmán el Bueno (Laguna, 6-os metróvonal, belső hurok)
- Ríos Rosas (Valdecarros, 1-es metróvonal)
- Nuevos Ministerios (Laguna, 6-os metróvonal, külső hurok)